# Ausable River
Ausable River är ett vattendrag i Kanada.   Det ligger i provinsen Ontario, i den sydöstra delen av landet, 500 km väster om huvudstaden Ottawa.
Trakten runt Ausable River består till största delen av jordbruksmark. Runt Ausable River är det glesbefolkat, med 9 invånare per kvadratkilometer.